# Elizabeth Christ Trump
Elizabeth Trump (rozená Christ; 10. října 1880 Kallstadt – 6. června 1966 Manhasset) byla americká podnikatelka německého původu, která po smrti svého manžela Fredericka (Friedricha) Trumpa založila realitní společnost E. Trump & Son a převzala rodinné podnikatelské aktivity. Elisabeth a Frederick Trumpovi byli prarodiči Donalda Trumpa, amerického republikánského politika, podnikatele a miliardáře, který byl mezi roky 2017 až 2021 čtyřicátým pátým a od 20. ledna 2025 se stal čtyřicátým sedmým prezidentem Spojených států amerických.

## Životopis
Elisabeth se narodila v obci Kallstadt v zemském okrese Bad Dürkheim v německé spolkové zemi Porýní-Falc. V době jejího narození a mládí však toto území bylo součástí Bavorského království. Elisabethin otec Philipp Christ provozoval drátenickou živnost a věnoval se též obchodování s hrnci a dalším nádobím. Elisabethinou matkou byla Anna Marie Christ, rozená Anthon. Alisabeth měla ještě tři sourozence.:Rodina žila v Kallstadtu v domě na Freinsheimer Strasse,  jejich sousedkou přes ulici byla Katharina Trump, starší vdova, pečující o šest dětí. 

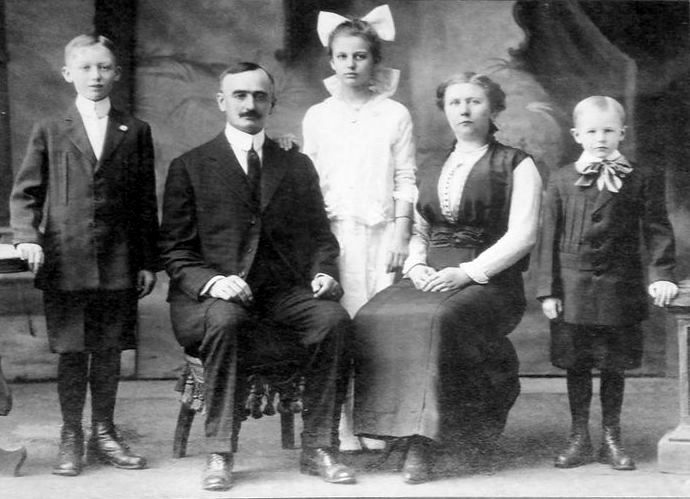
Rodina Trumpových okolo roku 1915. Frederick a Elizabeth Trumpovi a jejich děti Fred, Elizabeth a John

Jedním z oněch dětí Johannese Trumpa a Kathariny, rozené Kober, byl Friedrich, pozdější Elisabethin manžel.Friedrich emigroval v roce 1885 ve věku 16 let do Spojených států, kde časem zbohatl díky provozování pohostinství a nevěstinců,  zejména během zlaté horečky na Klondiku. V roce 1901 se vrátil do Kallstadtu a navzdory námitkám své matky proti nevěstě z chudší rodiny se 26. srpna 1902 oženil s Elisabeth Christovou. Novomanželé odcestovali do New Yorku, ale po dvou letech se vrátili do Kallstadtu, neboť se Elisabeth stýskalo po staré vlasti. Bavorské úřady však Trumpovýmn odmítly možnost usadit se v Německu, neboť dávaly Friedrichu Trumpovi za vinu, že emigroval do USA, aby se vyhnul službě v německé armádě. Manželé Trumpovi  s roční dcerou Elisabeth se proto v roce 1905 opět vrátili do Spojených států.
Rodina Trumpových se usadila na 177. ulici v Bronxu. kde se jim jako druhé dítě 11. října 1905 narodil syn Fred. Po narození dalšího syna Johna se rodina přestěhovala do Queensu, kde se Frederick Trump začal zabývat obchodem s nemovitostmi. Friedrich/Frederick Trump zemřel v roce 1918 během světové pandemie tzv. španělské chřipky a podnikatelských aktivit  zesnulého manžela se ujala jeho vdova Elisabeth. Na pozemcích, které Frederick Trump vlastnil, nechala postavit a prodala je zámcům, jimž na koupi poskytovala hypotéky. Původně podnikala pod jménem E. Trump,  od roku 1924 pod značkou E. Trump & Son. Původně jejím záměrem bylo, aby se do rodinné firmy zapojily všechny tři děti, nakonec hlavní roli ve firmě sehrál jen její syn Fred, který se začal na stavebních aktivitách společnosti podílet již rok po ukončení střední školy.
Elisabeth Trumpová zůstala po celý život zapojená do činnosti firmy E. Trump & Son, která byla předchůdkyní společnosti The Trump Organization, jejímž majoritním vlastníkem je syn Freda Trumpa a Elisabethin vnuk Donald Trump.
Zemřela 6. července 1966 v Manhasset ve státě New York. Je pohřbená na hřbitově All Faiths Cemetery v Middle Village v New Yorku.